# IC 4751
IC 4751 est une galaxie lenticulaire située dans la constellation du Paon. Sa vitesse par rapport au fond diffus cosmologique est de 4 498 ± 30 km/s, ce qui correspond à une distance de Hubble de 66,3 ± 4,7 Mpc (∼216 millions d'al). Cette galaxie a été découverte par l'astronome américain DeLisle Stewart en 1901.
À ce jour, une mesure non basée sur le décalage vers le rouge (redshift) donne une distance d'environ 50,700 Mpc (∼165 millions d'al). Cette valeur est à l'extérieur des valeurs de la distance de Hubble. Notons que c'est avec la valeur moyenne des mesures indépendantes, lorsqu'elles existent, que la base de données NASA/IPAC calcule le diamètre d'une galaxie et qu'en conséquence le diamètre d'IC 4751 pourrait être d'environ 37,8 kpc (∼123 000 al) si on utilisait la distance de Hubble pour le calculer.

## Groupe d'IC 4765
Selon A. M. Garcia IC 4751 fait partie du groupe d'IC 4765. Ce groupe de galaxies renferme au moins 31 membres dont trois du New General Catalogue et 19 de l'Index Catalogue.